# Swjatez
Swjatez (ukrainisch Святець; russisch Святец) ist ein Dorf im Westen der ukrainischen Oblast Chmelnyzkyj mit etwa 2000 Einwohnern.
Das erstmals 1420 schriftlich erwähnte Dorf trug von 1960 bis 1992 den Namen Manujilske (Мануїльське).
Die Ortschaft liegt am Ufer der Kalynka (Калинка), einem 18 km langen, rechten Nebenfluss des Horyn, 10 km westlich vom ehemaligen Rajonzentrum Teofipol und etwa 90 km nordwestlich vom Oblastzentrum Chmelnyzkyj.
Durch das Dorf verläuft die Territorialstraße T–20–12.
Am 12. Juni 2020 wurde das Dorf ein Teil der neugegründeten Siedlungsgemeinde Teofipol, bis dahin bildete es zusammen mit den Dörfern Lyssohirka (Лисогірка) und Marjaniwka (Мар'янівка) die gleichnamige Landratsgemeinde Swjatez (Святецька сільська рада/Swjatezka silska rada) im Westen des Rajons Teofipol.
Am 17. Juli 2020 kam es im Zuge einer großen Rajonsreform zum Anschluss des Rajonsgebietes an den Rajon Chmelnyzkyj.

## Söhne und Töchter der Ortschaft
- Dmitri Sacharowitsch Manuilski (1883–1959), ukrainischer und sowjetischer Politiker